# Transporte de Florencia (Caquetá)
El transporte de Florencia corresponde a la red de comunicaciones que permite el movimiento de pasajeros y mercancías entre los distintos puntos de la ciudad de Florencia, Colombia, y entre ésta y otras localidades. Este movimiento se produce a través de varios medios, como el aéreo, el fluvial, el terrestre público urbano o interurbano, o la red de carreteras que conecta a Florencia con los demás municipios del departamento de Caquetá y con el resto del país.

## Transporte aéreo

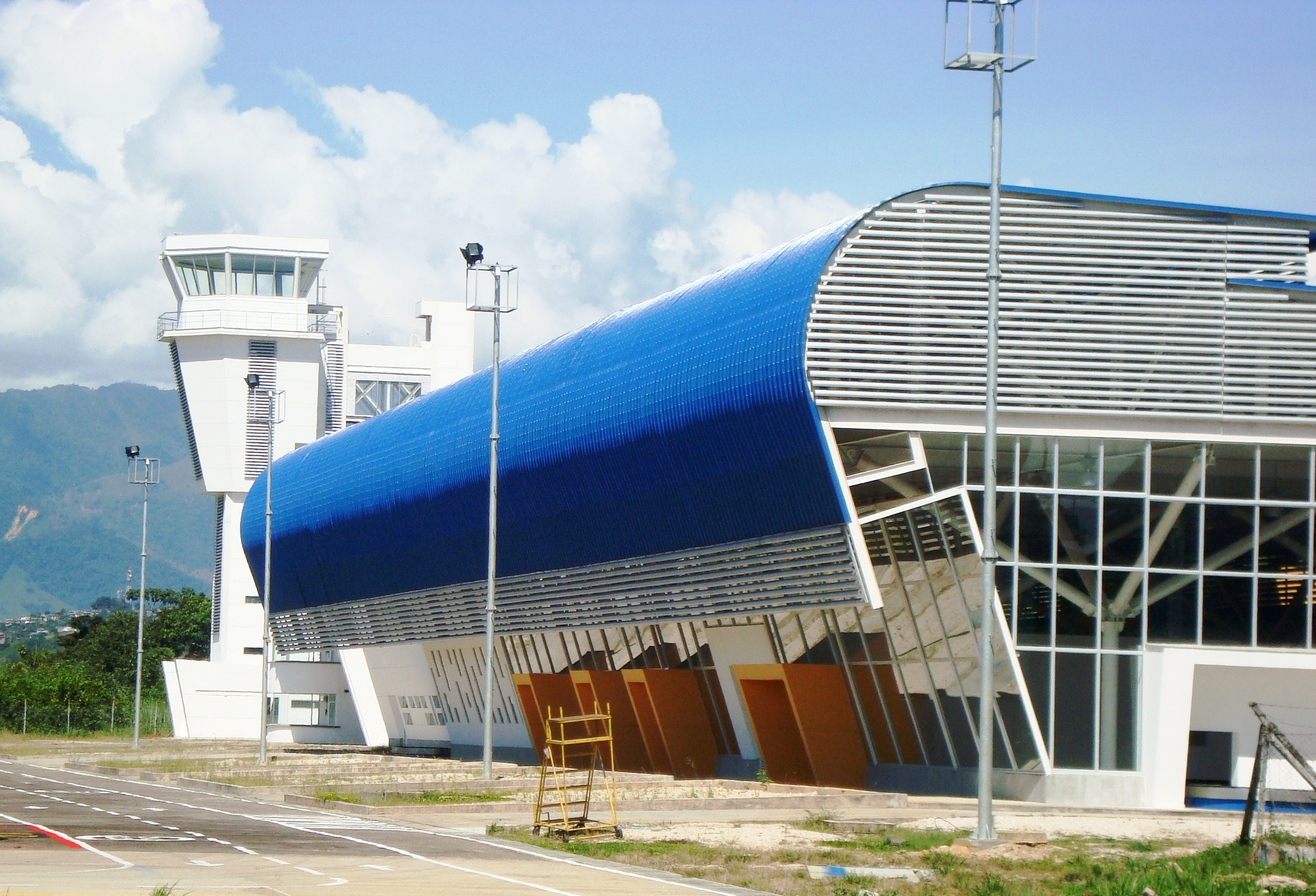
Terminal de pasajeros y torre de control del aeropuerto de Florencia.

El transporte comercial de pasajeros por vía aérea se realiza en Florencia a través del aeropuerto Gustavo Artunduaga Paredes, ubicado en la vereda Capitolio a 3 kilómetros al sur de la ciudad. En él operan las aerolíneas Avianca y la estatal Satena, que ofrecen vuelos comerciales regulares a Bogotá y otros destinos regionales. El número de pasajeros que transitaron por el aeropuerto Gustavo Artunduaga se ha venido incrementando en los últimos años; en 2011 aumentó en un 2,1% cuando alcanzó 58 332 pasajeros, frente a 57 148 en año anterior. Esta cifra representó un 0,14% del total de pasajeros movilizados en los aeropuertos del país en 2011.
Entre 2010 y 2012 este aeropuerto fue sometido a varias mejoras, incluyendo la construcción de un nuevo terminal de pasajeros, torre de control, bodegas de carga, estación de bomberos y ampliación de la plataforma, así como la renovación de la estación terrestre VOR y nuevos sistemas de navegación digital. El 16 de enero de 2012 fueron entregadas al servicio las obras de remodelación del terminal de pasajeros, torre de control, plataforma, bodegas de carga y estación de bomberos, luego de una inversión de once mil doscientos millones de pesos. Mientras tanto, continuaban ejecución los trabajos complementarios para el mejoramiento de las vías de acceso, obras de urbanismo y subestación eléctrica por tres mil seiscientos millones de pesos colombianos.
En zona rural de Florencia también se ubica el aeropuerto Larandia, desde donde operan vuelos militares y hace parte de la base conjunta de la Fuerza Aérea, el Ejército y la Armada de la República de Colombia.

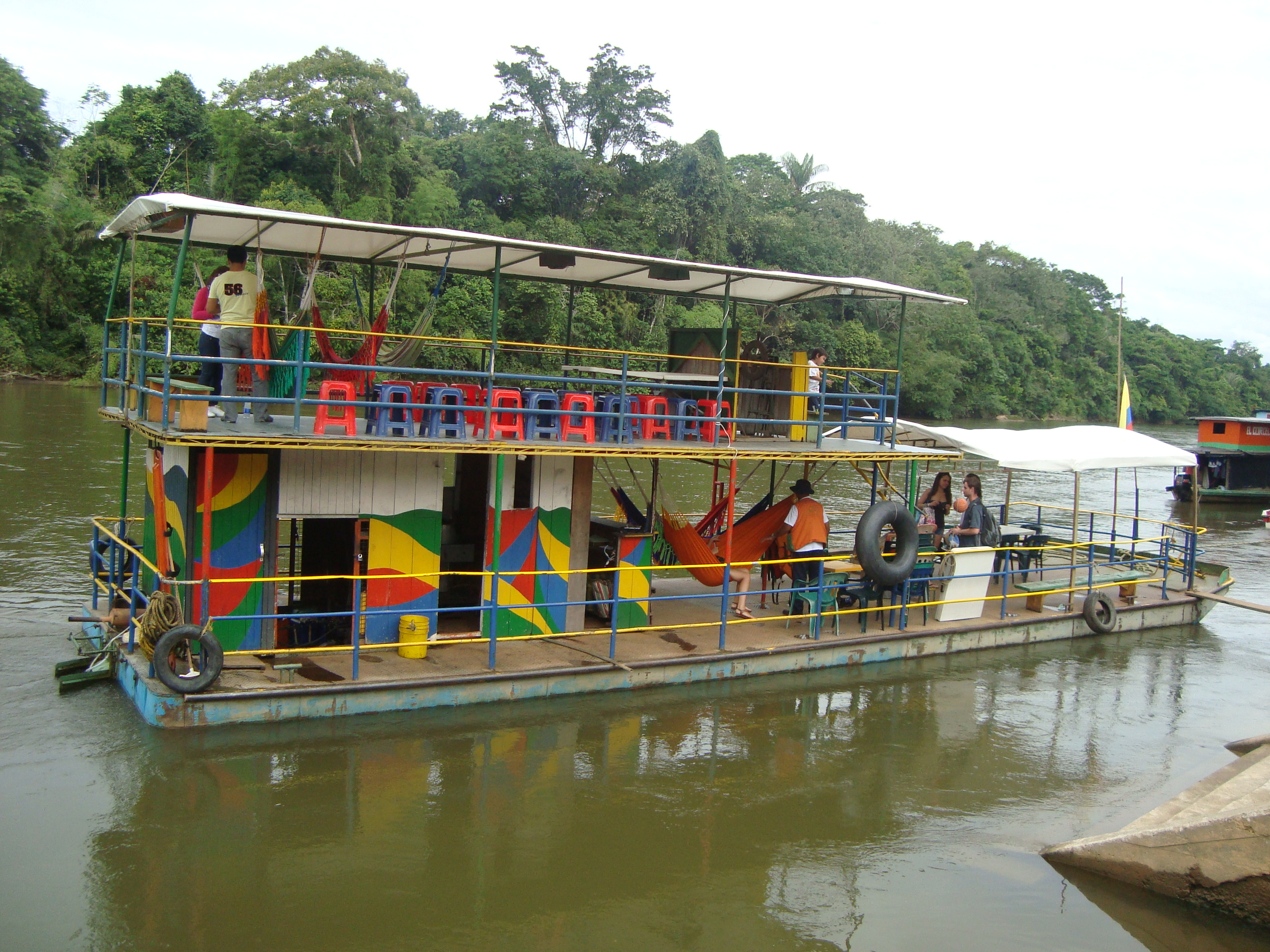
Transporte en ferri por el río Orteguaza, cerca de Puerto Arango.

## Transporte fluvial
El principal puerto fluvial del municipio de Florencia es conocido como Puerto Arango, emplazado a orillas del río Orteguaza en el corregimiento Venecia, a 20 minutos del centro de la ciudad. Además del puerto fluvial, en Puerto Arango existe un núcleo de población compuesto por cerca de 500 personas que se dedican principalmente a actividades comerciales y propias del transporte. Actualmente existe una empresa de transporte fluvial de carga, Naviera Fluvial la Diosa S.A.S, que cubre las rutas entre Milán, San Antonio de Getuchá, Solano y Putumayo así como puertos ubicados por el río Caquetá como lo son Solita y Curillo. En el puerto principal de Florencia (Puerto Arángo) se comercializa la madera, el ganado y los productos agrícolas. Desde allí parten líneas regulares de carga y pasajeros hacia poblaciones ubicadas sobre este río y sobre el Río Caquetá. Los destinos más frecuentes son Puerto Milán, San Antonio de Getuchá, Solano, Herichá y La Tagua (Putumayo).
Desde Puerto Arango también se prestan servicios de turismo ecológico que incluyen la navegación por el río en ferri, observación de aves, camping y la práctica de deportes náuticos y de playa.

## Transporte por carretera

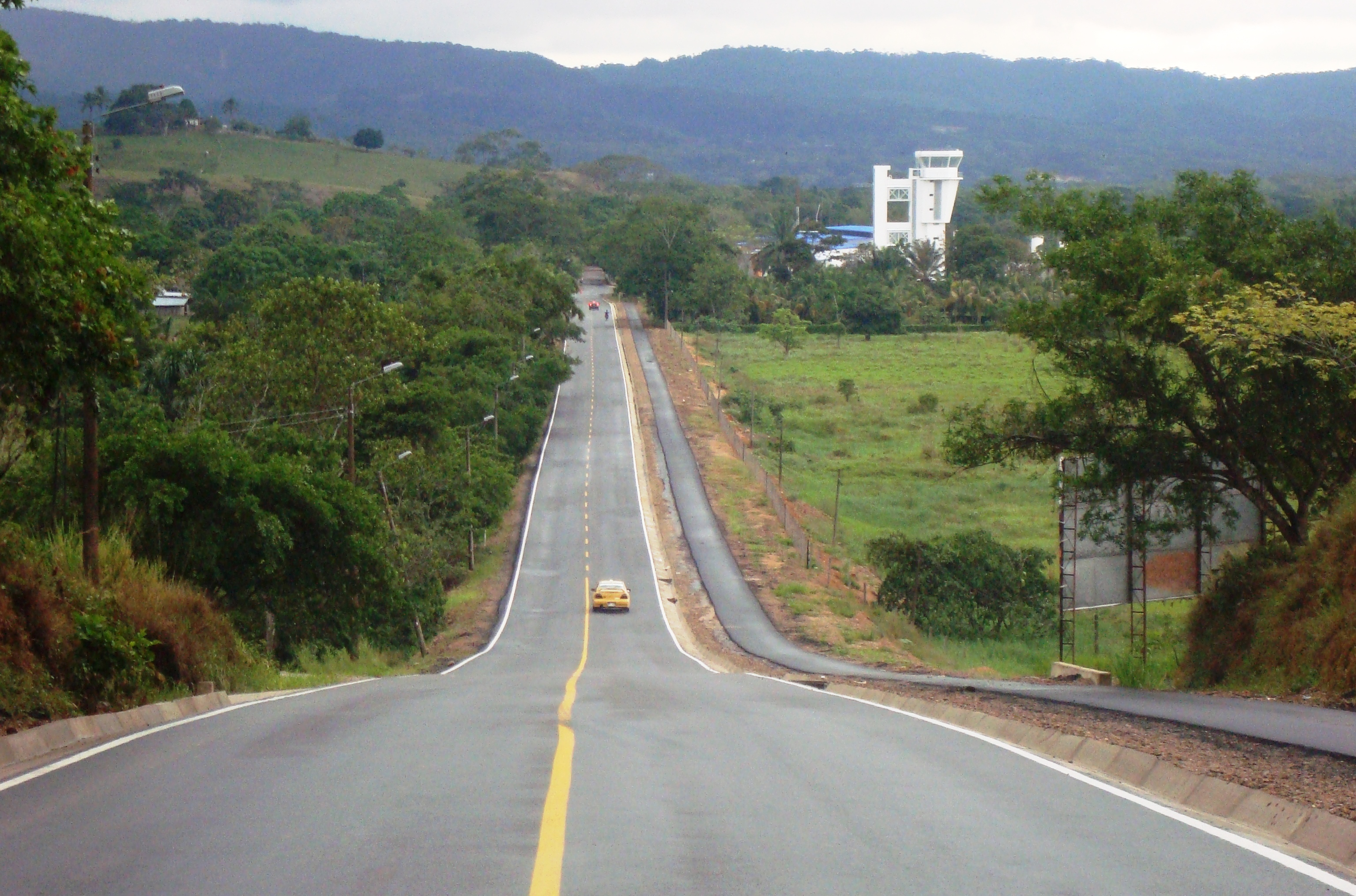
Carretera Marginal de la Selva en el tramo de Florencia al aeropuerto.

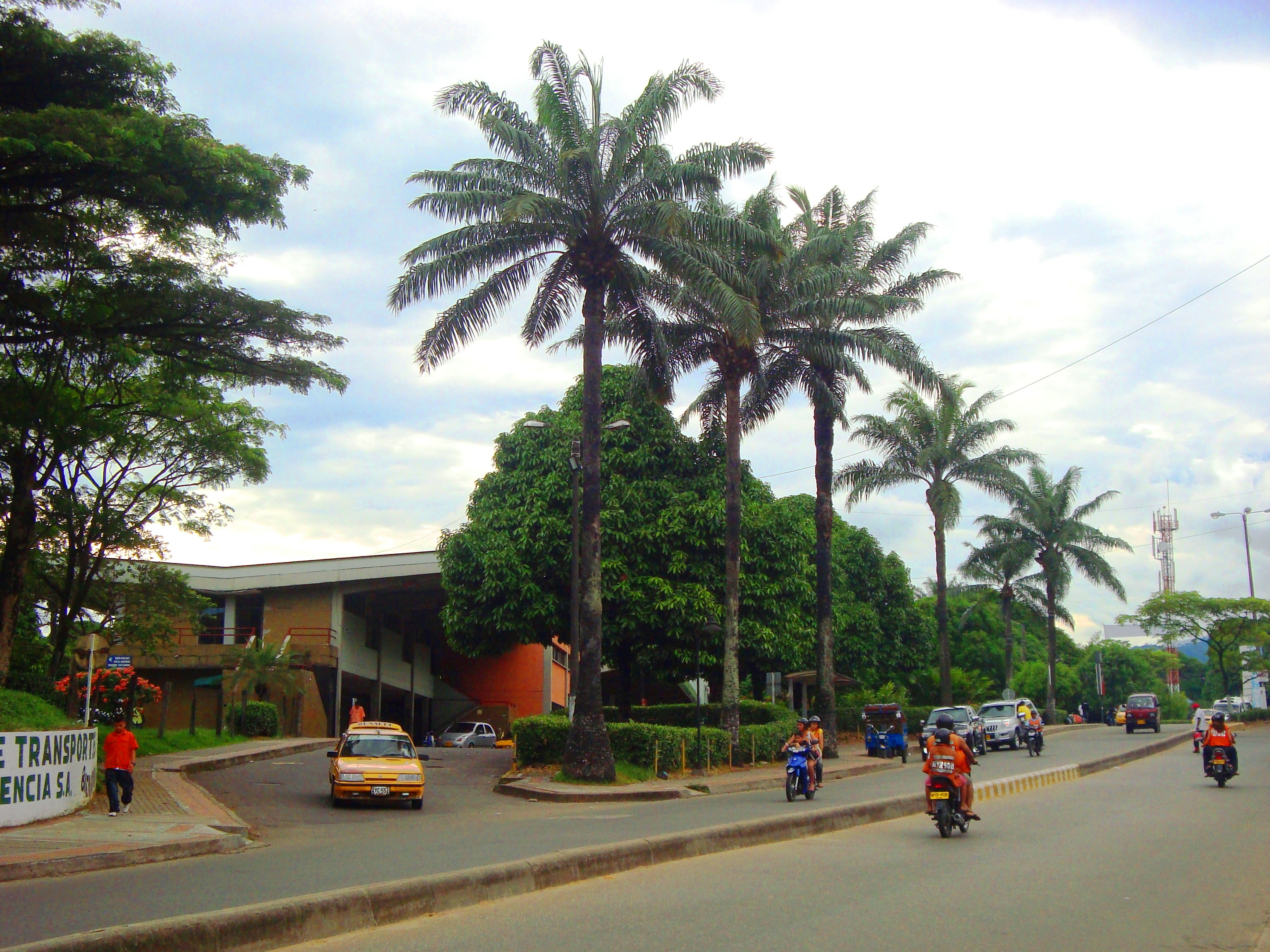
Av. Circunvalar Roberto Claros frente al Terminal de Transportes de Florencia.

La ciudad está comunicada con el interior del país a través de las siguientes conexiones a la red vial nacional:
- Ruta Nacional 20: se interna en la Cordillera Oriental en sentido noroccidente hasta intersecar con la Carretera Nacional 45. En 2003 fue entregado un nuevo tramo de esta vía con una longitud de 89 km, conocido como la nueva carretera Florencia-Suaza-Altamira, que cuenta en su recorrido con cuatro túneles que suman entre ellos cerca de un kilómetro de longitud y varios viaductos que superan los 100 metros de luz.[11] Por esta vía se puede llegar a Neiva, Bogotá y desde allí al resto del país.
- Carretera Marginal de la Selva o Ruta Nacional 65: corresponde al tramo Troncal de la Selva, que la comunica hacia el norte con los municipios de La Montañita, El Paujil, El Doncello, Puerto Rico y San Vicente del Caguán, y hacia el sur con Morelia, Belén de los Andaquíes, San José del Fragua, Mocoa, Puerto Asís, Orito, San Miguel y el Puente Internacional San Miguel en la frontera con Ecuador.[12]

La siguiente tabla muestra las distancias entre Florencia y las localidades más importantes para llegar a las ciudades de Neiva, Bogotá y al Puente Internacional San Miguel en la frontera con Ecuador.
| Florencia-San Vicente del Caguán-Neiva | Km  | Florencia-Altamira-Neiva-Bogotá | Km  | Florencia-Puerto Caicedo-Puente Internacional San Miguel | Km  |
| -------------------------------------- | --- | ------------------------------- | --- | -------------------------------------------------------- | --- |
| La Montañita                           | 17  | El Caraño                       | 13  | Belén de los Andaquíes                                   | 40  |
| El Paujil                              | 48  | El Vergel                       | 41  | San José del Fragua                                      | 58  |
| El Doncello                            | 62  | Altamira                        | 89  | Puerto Bello                                             | 114 |
| Puerto Rico                            | 97  | Garzón                          | 117 | El Porvenir                                              | 162 |
| San Vicente del Caguán                 | 151 | Neiva                           | 226 | Puerto Umbría                                            | 181 |
| Mina Blanca                            | 178 | Espinal                         | 376 | Puerto Caicedo                                           | 205 |
| Balsillas                              | 289 | Melgar                          | 419 | Santa Ana                                                | 222 |
| Neiva                                  | 343 | Bogotá                          | 519 | Puente Internacional San Miguel                          | 331 |

### Transporte interurbano
Florencia cuenta con un terminal de transporte terrestre, inaugurado el 7 de mayo de 1990. Desde allí, alrededor de 20 empresas locales y nacionales prestan el servicio de transporte público de pasajeros y carga a todos los municipios del Caquetá y a destinos nacionales como las ciudades de Neiva, Bogotá, Ibagué, Cali, Medellín, Bucaramanga, Armenia, Pereira, Manizales, Popayán, Pitalito, Mocoa e intermedias. En sus instalaciones existen facilidades como salas de espera, centro de telecomunicaciones, restaurantes, tiendas de recuerdos, servicios sanitarios, entre otros. Durante 2010 fueron despachados desde y hacia el Terminal de Transportes de Florencia la suma de 169 000 vehículos y 1 022 000 pasajeros.

## Transporte público y movilidad

### Autobuses urbanos
En Florencia existe una red de autobuses urbanos operada por cuatro empresas de transporte público: Coomotor Florencia, Cootranscaquetá, Cootransflorencia, Transporte Circular y CyberBus SAS. Estas tres primeras empresas están constituidas bajo la figura de cooperativas y a través de sus rutas comunican el centro con los diferentes barrios de la ciudad. Para 2011, el parque automotor de esta red estaba conformado por 162 vehículos, que transportaron un promedio diario de 19 094 pasajeros. La tarifa de un recorrido es de mil cuatrocientos pesos ($1.400, desde 2011), para rutas dentro del área urbana y de mil quinientos pesos para rutas hacia el aeropuerto y otras zonas cercanas. Durante 2011 fue implementada la utilización de un bono preferencial que reducía en un quince por ciento el costo del pasaje, pero a los pocos meses fue cancelado debido a su uso fraudulento.
Este mismo año 2011, mediante resolución 0031, del 28 de abril, se reestructuran las rutas, quedando en firme 14 rutas para prestar en la ciudad un óptimo servicio de transporte terrestre colectivo de pasajeros, y también se adopta como medida la unificación empresarial entre Coomotor Florencia, Cootranscaqueta, Cootransflorencia y la hoy Transporte Circular con domicilio en Villavicencio (para esa entonces Circular Florencia, con domicilio en Florencia), conocido el 24 de junio del 2011 como OCRF: Operación Conjunta de Rutas para Florencia, encaminadas a la racionalización del uso del equipo automotor, procurando una mejor, eficiente, cómoda y segura prestación del servicio.
CyberBus SAS es una empresa de transporte público de pasajeros, habilitada de acuerdo al decreto 170 del 2001 “Por el cual se reglamenta el Servicio Público de Transporte Terrestre Automotor Colectivo Metropolitano, Distrital y Municipal de Pasajeros” y propone la puesta en marcha de un sistema de transporte público para la ciudad, implementando un control total de la flota, los conductores, los mantenimientos, hacer un recaudo electrónico y transformar la operación del transporte de la ciudad.

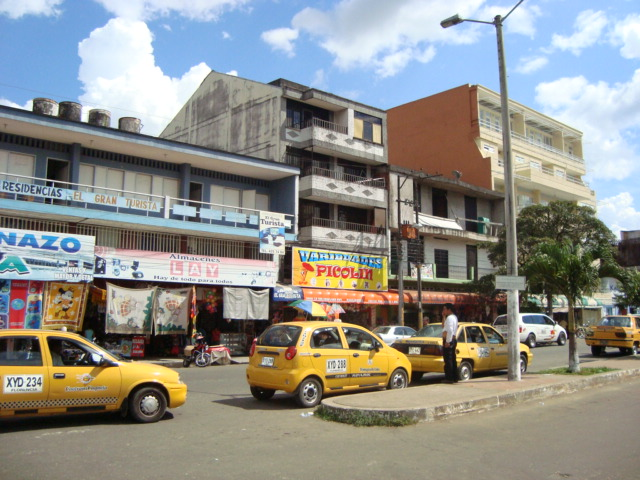
Taxis urbanos prestando su servicio en el centro de la ciudad.

### Taxis de servicio público
También existe una importante flota de taxis urbanos que son operados por personas naturales o por medio de varias cooperativas entre las que se encuentran Caquetaxi, Transgacela, Cootransunidos y Cootransflorencia. Los vehículos autorizados para prestar este servicio son de color amarillo y deben llevar la leyenda «Transporte público» en las puertas delanteras así como el número del móvil y de matrícula en una calcomanía transparente en ambas ventanas, de manera que resulte visible para el pasajero. El precio de un servicio dentro del área urbana es de alrededor de tres mil quinientos pesos, aunque existen tarifas diferenciales para servicios hacia el aeropuerto Gustavo Artunduaga, Cofema y otras zonas suburbanas. En la ciudad se dispone del servicio de taxis puerta a puerta operado por dos compañías de radio taxi las 24 horas.

### Movilidad

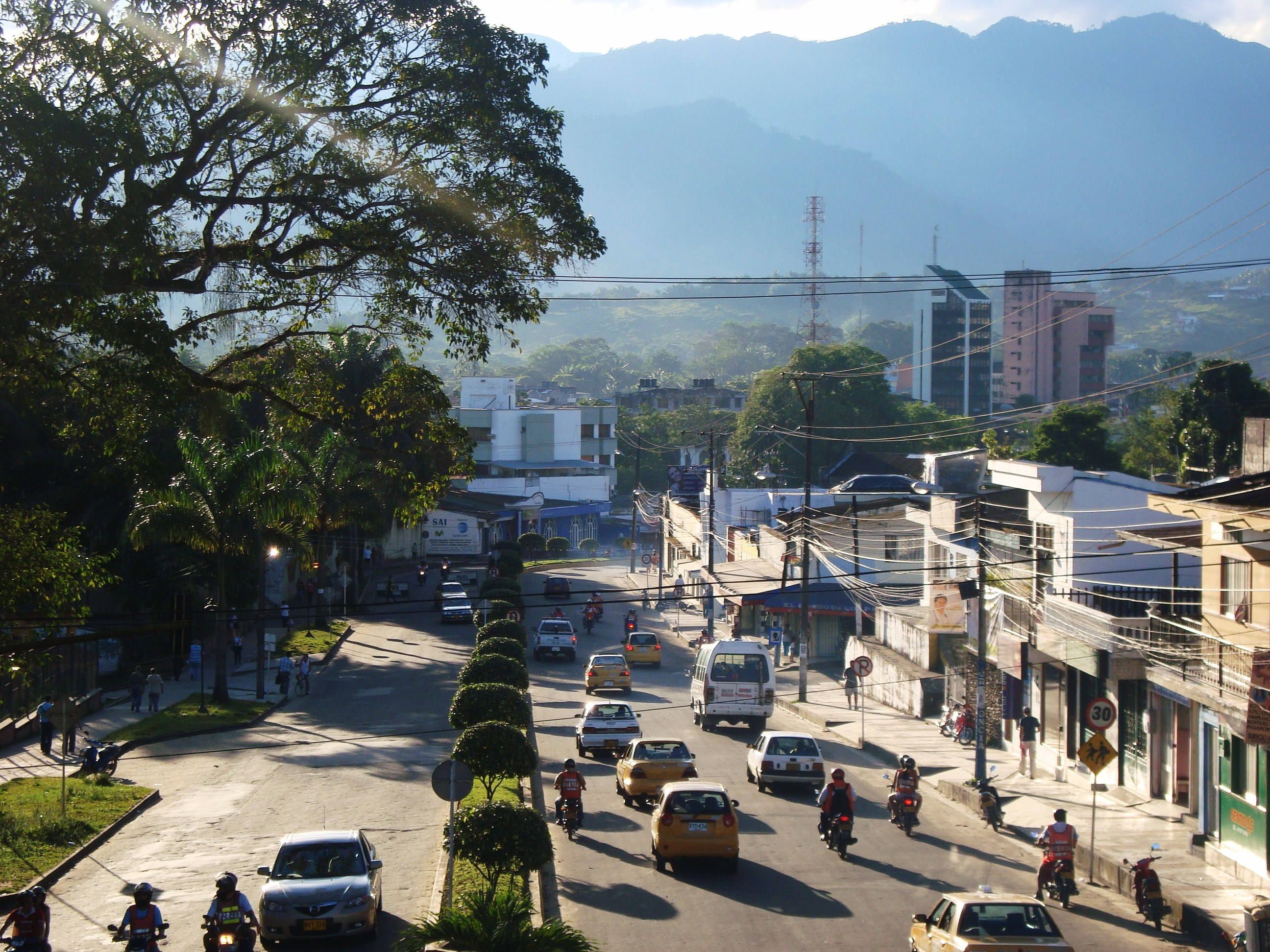
Avenida Fundadores, una de las principales arterias viales de Florencia.

En 2009, fue formulado el Plan Maestro de Movilidad para la ciudad, cuyo objetivo principal es caracterizar la movilidad del municipio de Florencia, formulando estrategias para optimizar el tránsito de vehículos, peatones y la prestación del servicio de transporte, manteniendo los principios de sostenibilidad en los ámbitos ambiental, de seguridad, de eficiencia económica, equidad social, conforme al Plan de Ordenamiento Territorial vigente.
En el Plan también se contempla la revisión de la malla vial, la red de transporte, semaforización, modificación de rutas, construcción de andenes, zonas de aparcamiento, entre otras. Entre las acciones específicas del Plan se encuentran la recuperación del espacio público y el restablecimiento de la transitabilidad por los andenes y vías peatonales en la capital caqueteña, considerando que el 47% de las personas que residen en Florencia se movilizan a pie.

### Arterias viales
El sistema vial de Florencia está constituido por 150 km de vías urbanas y 337 km de vías rurales. En el área urbana está organizado en calles —sentido este-oeste— y carreras —sentido norte-sur—, clasificadas de la siguiente manera:
- Vías arterias: 23,6%
- Vías colectoras: 10,4%
- Vías de servicio: 65,9%

Las principales avenidas y arterias viales de Florencia son:
- Avenida Paseo de los Fundadores: es el corredor vial más emblemático de la ciudad y corresponde a la Carrera 11 en la nomenclatura de uso corriente. Como avenida inicia en la calle 12 después del puente sobre la quebrada La Perdiz en el edificio Curiplaya y desde allí se prolonga hacia el sur de la ciudad.
- Avenida Circunvalar: fue renombrada recientemente como Avenida Roberto Claros y transcurre de norte a sur por el oriente de la ciudad.
- Avenida Centenario: fue inaugurada en 2003 con motivo del centenario de la fundación de Florencia. Es el resultado de la unión entre las calles 20 y 21 desde la rotonda frente al Terminal de Transportes hacia el nororiente. A la altura de la Carrera 1 se convierte en la vía hacia la ciudad de Neiva (Ruta Nacional 20).[28]
- Avenida Calle 16: inicia en la orilla del río Hacha frente a la sede de la Decimosegunda Brigada del Ejército Nacional, y finaliza a orillas de la quebrada La Perdiz. Luego se extiende desde la Av. Circunvalar hasta la Universidad de la Amazonia.
- Avenida Calle 21: fue construida en 2008 como prolongación de la Avenida Roberto Claros hacia el occidente. Inicia en la glorieta frente al Terminal de Transportes y finaliza en la salida hacia los municipios del sur del departamento.